# لاله‌وش بته‌ای
لاله‌وش بته‌ای (نام علمی: Comaster schlegelii) نام یک گونه از راسته لاله‌وشان است.